# Waterloo (Belgium)
Waterloo (watəʀˈloː) belga település a vallon Vallon-Brabant tartomány területén, Nivelles körzetben található. 2006-ban Waterloo népessége 29 315 fő volt, a település teljes területe 21,03 km², a népsűrűség 1394 lakos per km².
A település lakosságának kb. 25%-a nem belga állampolgár, a legtöbben a közeli Brüsszelben található Európai Uniós intézményeknél vagy multinacionális cégeknél dolgoznak. Waterlooban található a St. John's International School, Belgium legrégebbi nemzetközi iskolája, illetve MasterCard International európai központja.

## A név eredete

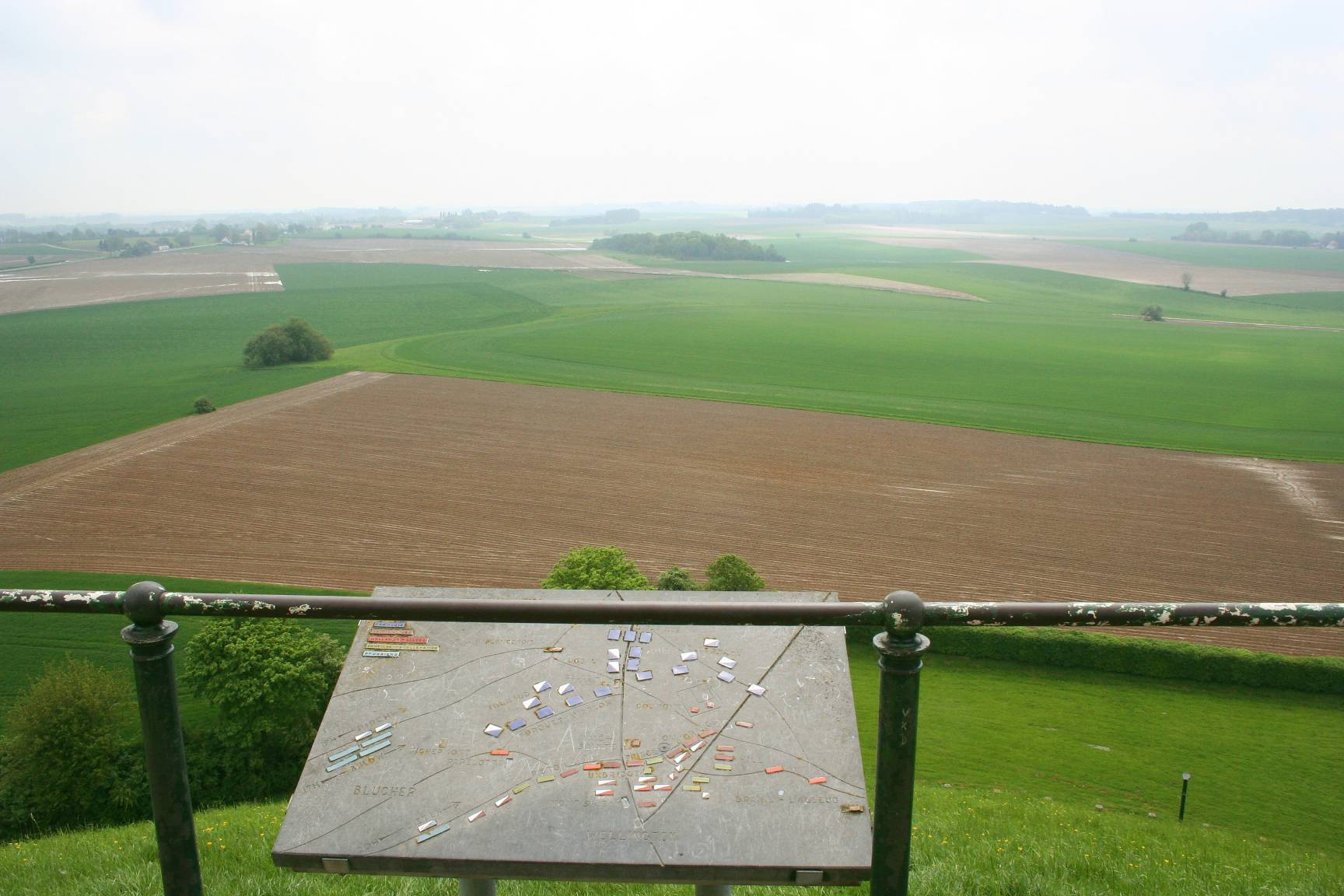
Kilátás a Butte du Lion tetejéről

A helység neve holland eredetű, feltehetően a "water" (víz), és "lo(o)" (erdő) szavak összevonásáből, ami arra utal, hogy az eredeti települést mocsaras területen nőtt erdők közelében alapították.
A települést a XII. században Waterlots, Waterloes, 1221-ben Watrelos néven említették a korabeli források.

## A település helyzete
A város kb. 20 km-re délre található Brüsszeltől, a belga fővárostól. Jó vasúti és közúti összeköttetésekkel rendelkezik. Az 1980-as évek előtt a város jelentős zöldterületekkel rendelkezett, és kertvárosi jellegét az után is sikerült megőriznie, hogy 1980-tól kezdve rohamosan nőtt a lakossága. A város területén található a Soignes-i erdő (Forêt de Soignes) jelentős része.

## Történelme
A település hírnevét a napóleoni háborúk egyik döntő ütközetének köszönheti, Waterloo mellett csapott össze az elbai száműzetéséből hazatért Napóleon császár a brit Wellington herceg és a porosz Gebhard Leberecht von Blücher vezetése alatt álló szövetséges csapatokkal.
A csata után egy emlékművet (Butte du Lion) emeltek a csatatéren, a halom tetején egy (Franciaország felé néző) oroszlán áll, a kilátót 226 lépcsőn keresztül lehet megközelíteni. A csatához kapcsolódik még a Wellington Múzeum és a katolikus Szent József-templom, ahol Wellington imádkozott a csata előtt és ahol a brit és holland elesettek emlékére emléktáblákat helyeztek el a falakon.

## Waterloo ma

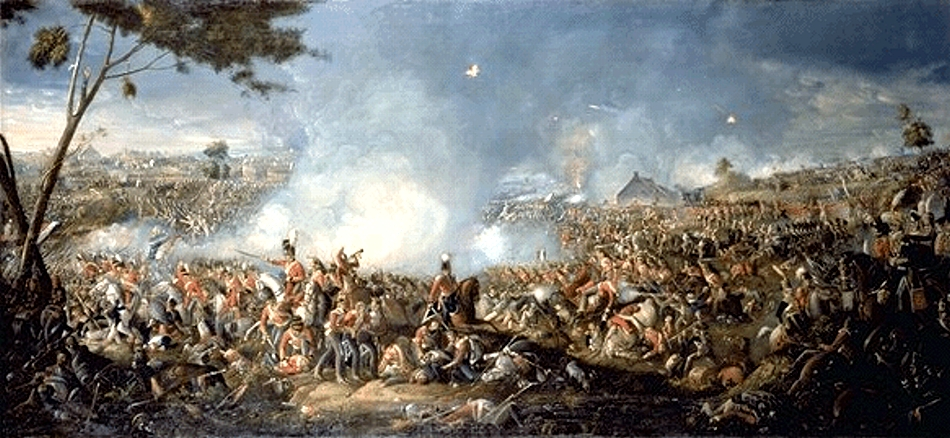
"A waterlooi csata", William Sadler (1782-1839) festménye

Manapság Waterloo Brüsszel egyik elővárosa, a jó vasúti és közúti közlekedésnek köszönhetően kedvelt célpontja a belga fővárosból kiköltözőknek. A városban két Carrefour hipermarket, egy Delhaize üzlet, Ibis Hotel, a Fortis fiókjai, a város keleti részén üzleti negyed és két nemzetközi iskola található: a St. John's International School és a Scandinavian School.
Az Európai Unió és a nemzetközi vállalatok munkatársainak köszönhetően a városban igen magas, közel 25%-a külföldiek aránya, ennek megfelelően a városi önkormányzat franciául, hollandul és angolul is kiszolgálja az ügyfeleket. A Chaussée de Bruxelles mentén (amely később Chaussée de Waterloo lesz, amint Brüsszel határát eléri) számos üzlet, bolt található a Petit Paris-nak nevezett részen.

## Testvérvárosai
A "Cité du Lion" testvérvárosai:
- Rambouillet,  Franciaország
- Differdange,  Luxemburg
- Nagakute,  Japán
- Waterloo (Québec),  Kanada

Szerte a világon összesen 120 település viseli a "Waterloo" nevet a győzelem emlékére, többek között egy londoni vasút és metrómegálló, egy amszterdami tér, az írországi County Cork-ban található falu, Sierra Leone, Ausztrália és az Egyesült Államokban található kisebb települések, illetve Kanada Ontario tartományában található nagy egyetemi város.

## Egyéb
- A svéd ABBA zenekar első kislemeze, amelyet 1974-ben az Eurovíziós Dalfesztiválra írtak, szintén a "Waterloo" címet kapta. A dal egy lányról szól, aki megadja magát a szerelemnek, csakúgy, mint Napoleon megadta magát Waterloonál.

A csatát két film örökítette meg:
Waterloo (1957) Edmond Bernhard rendezte
A vereség (1957) Ado Kyrou rendezte

## Külső hivatkozások
- Waterloo hivatalos weblapja
- Waterloo hivatalos Web TV-je[halott link]
- A "Scandinavian School of Brussels" honlapja Archiválva 2016. június 5-i dátummal a Wayback Machine-ben
- A "St. John's International School" honlapja
- Waterloo történelméről bővebben

## Fordítás
- Ez a szócikk részben vagy egészben  a   Waterloo című angol Wikipédia-szócikk fordításán alapul.  Az eredeti cikk szerkesztőit annak laptörténete sorolja fel. Ez a jelzés csupán a megfogalmazás eredetét és a szerzői jogokat jelzi, nem szolgál a cikkben szereplő információk forrásmegjelöléseként.